# Rivière François-Paradis
Rivière François-Paradis är ett vattendrag i Kanada.   Det ligger i provinsen Québec, i den östra delen av landet, 600 km nordost om huvudstaden Ottawa. Rivière François-Paradis ligger vid sjöarna  Lac du Vieux Camp och Lac Maria-Chapdelaine.
Trakten runt Rivière François-Paradis är nära nog obefolkad, med mindre än två invånare per kvadratkilometer.